# Teddi King
Teddi King (* 18. September 1929 als Theodora King in Revere, Massachusetts; † 18. November 1977) war eine US-amerikanische Jazz- und Pop-Sängerin.

## Leben und Wirken
King begann ihre musikalische Laufbahn in den späten 1940er Jahren am Ende der Big Band Ära mit lokalen Bands wie Ray Dorey und Nat Pierce. George Shearing erkannte ihr Potenzial und nahm sie für einige Jahre auf Tourneen mit, blieb ihr auch weitere Jahre verbunden und machte mit ihr Aufnahmen. George Wein wurde ihr Manager und King nahm eine Reihe von Alben für das Plattenlabel „Storyville“ auf, bevor sie einen Vertrag mit dem großen Label RCA Victor abschloss. Ihr erstes Album auf dem Label war Bidin' my Time. Mit dem Titel Mr. Wonderful hatte sie 1956 einen Chart-Hit. Ihr Kontrakt mit RCA endete 1958; danach entstand ein Album auf dem „Coral“-Label, bei dem sie u. a. von Jimmy Cleveland und Charlie Shavers begleitet wurde. Es war das von den Kritikern gepriesene Album All the Kings' Songs, in dem sie die Songs zeitgenössischer Sänger wie Frank Sinatra und Nat King Cole interpretiert (die „Kings“, auf der Titel des Albums anspielt). 1960 wurde sie von Al Cohns Band auf dem Album Bidin'  my Time begleitet. Man versuchte jedoch, sie als Pop-Sängerin zu vermarkten, worauf sie beschloss, nicht mehr für große Plattenfirmen zu arbeiten. 
Von 1962 an sang sie exklusiv für den Playboy-Club in New York; bis 1970 entstanden keine Schallplatten-Aufnahmen, und es gab keine weiteren Live-, TV- oder Radioauftritte. Nach dem Ablauf ihres Vertrags mit Playboy erkrankte sie; sie litt fortan an Lupus, einer Beeinträchtigung ihres Autoimmunsystems. Dennoch hatte sie mit einem Album mit Dave McKenna 1977 ein kurzes Comeback, zwei weitere Alben erschienen posthum. Als ein enthusiastischer Fan, der jedoch an Meningitis erkrankt war, sie nach Ende eines Konzerts in North Carolina küsste, verstarb sie zwei Tage später.
Sie sang in einem swingenden Stil, ähnlich wie die Sängerinnen Lee Wiley, Helen Ward, Maxine Sullivan, Mildred Bailey und Mabel Mercer. Teddi King stand in ihrer Karriere nicht so im Rampenlicht wie ihre Zeitgenossinnen und Kolleginnen Carmen McRae oder Anita O’Day, sie genoss aber großes Ansehen bei ihren Musikerkollegen und galt als „singer's singer“.

## Auswahldiskographie
- Storyville Presents Teddi King (1954, Storyville)
- Now in Vogue (1955, Storyville)
- Bidin' My Time (1956, RCA)
- A Girl and Her Songs (1957, RCA)
- To You From Teddi King (1957, RCA)
- All the King's Songs (1959, Coral/M&M)
- Teddi King with Al Cohn and his Orchestra: Bidin' My Time (RCA/Fresh Sound Records, 1960) mit Hal McKusick, Gene Quill, Hank Jones, Freddie Green, Osie Johnson
- This is New (1977, Inner City)
- Lovers and Losers (1978, Audiophile)
- Someone to Light Up Your Life (1979, Audiophile)
- In the Beginning, 1949–1954 (Kompilation, 2000, Baldwin Street Music)